# Sphagnum tabuleirense
Sphagnum tabuleirense là một loài rêu trong họ Sphagnaceae. Loài này được O. Yano & H.A. Crum mô tả khoa học đầu tiên năm 1992.